# I Can't Live with You
«I Can't Live with You» (укр. «Я не можу жити з тобою») — пісня британського рок-гурту «Queen». Вона була вийшла як промо-сингл з альбому гурту «Innuendo» 1991 року. Сингл вийшов на лейблі «Hollywood Records» тільки в США, де він досяг максимальної 28-ї позиції в чарті «Mainstream Rock».
Пісню написав гітарист Браян Мей, але авторство приписують всім чотирьом членам «Queen». «I Can't Live with You» спочатку писалася для сольного альбому Мея. Він віддав пісню гурту, тому що всім трьом іншим членам «Queen» сподобався цей трек. Ударні у музиці пісні були запрограмовані на синтезаторі Меєм, а клавішні були додані продюсером Девідом Річардсом.
До цього промо-синглу, американський продюсер Браян Мелуф створив ремікс з оригінального треку альбому. Ремікс був названий «I Can't Live with You (Malouf Mix)». Попри те, що на обкладинці вказувався лише один трек, сингл містив дві композиції, інша називалася «I Can't Live With You (Malouf Mix Edit)».
«Malouf Mix» використовує злегка відмінні доріжки ведучого вокалу Фредді Мерк'юрі, гучніші й насиченіші мелодійні доріжки (у тому числі перепрограмовані синтезаторні барабани), результатом чого стала набагато більш «завзята» й «неймовірна» («over the top») поп-версія, яка увійшла до альбому.
У 1997 році в альбомі-збірці «Queen Rocks» з'явилася альтернативна версія цієї пісні, так звана «97 Rocks Retake». Вказувалося, що це більше схоже на те, як Браян Мей та Роджер Тейлор спочатку хотіли, щоб трек звучав, зі складнішим гітарним рок-програшем і справжніми ударними замість синтезатора. Вокальна партія оригінальної версії була використана в цьому повторному відтворенні пісні.
Це була одна з останніх пісень, записаних Фредді Мерк'юрі, який помер протягом року з моменту виходу альбому.

## Написання пісні
У серпні 1991 року Браян Мей дав інтерв'ю виданню «Guitar World» щодо пісні:
«З перебігом часу я знаходжу, що приділяю більше уваги текстам, ніж колись. Багато хто каже, що тільки й залишається займатися творчістю, коли ти страждаєш. Але коли я страждав насправді, я не міг створювати нічого. Я не міг навіть вибратися з ліжка. Тільки коли починаєш видиратися і розкладати все по своїх місцях, тоді ти можеш виразити це в музиці. Трошки саме таких речей присутнє в альбомі. Дещо є в пісні „I Can't Live with You“, вона дуже особиста, але я старався не робити її автобіографічною, бо це подає тему надто вузько. Я спробував виразити її в такій формі, щоб кожний міг знайти там своє».

## Запис пісні
У інтерв'ю для видання «Guitar World» у серпні 1991 року Мей розповів про мікшування пісні.
«З якихось причин „I Can't Live with You“ було майже неможливо змікшувати. Це була одна з тих речей, де ти ставиш усі фейдери на максимум, і воно звучить досить добре, і ти думаєш, „ми попрацюємо над цим ще кілька годин“. А далі стає гірше й гірше. Ми весь час поверталися до грубого мікшування. Це привнесло свою атмосферу до пісні. Я думаю, особливе звучання пісні вийшло від того, що ми мали багато демо-матеріалу. Зазвичай усе це заміщують».

## Рецензії
AllMusic писав:
«„I Can't Live with You“ демонструє „поп-чутливість“ гурту повною мірою».
Газета The Orange County Register писала:
«На жаль, у „Innuendo“ надто багато місця віддано потенційним „аренним дахозносам“, таким як „Headlong“, „I Can't Live with You“ і „Hitman“, що являють собою абиякий рок».
Газета The Record (штат Нью-Джерсі) писала:
«Якщо ви зможете подолати помпезний непотріб таких важкуватих композицій, як „Don't Try So Hard“, „I Can't Live With You“ та „The Show Must Go On“, ви знайдете кілька пісень, що варті витрачених на них зусиль».

## Трек-лист
CD Промо-сингл
1. I Can't Live With You (Malouf Mix) — 4:33
2. I Can't Live With You (Malouf Mix Edit) — 4:13

## Учасники запису
- Фредді Мерк'юрі — головний вокал, бек-вокал
- Браян Мей — гітара, клавішні, бек-вокал, програмування
- Роджер Тейлор — ударні, бек-вокал
- Джон Дікон — бас-гітара
- Девід Річардс — клавішні